# Rugby à XV en Lettonie
Cet article traite du rugby à XV en Lettonie.
Comme beaucoup d'autres nations de rugby mineures, le jeu est centré sur la capitale, Riga.

## Histoire

### Post-indépendance
Le rugby letton s'est fait connaitre quand ils se sont qualifiés pour la Coupe du monde de rugby à sept en 1993. À l'époque, il n'y avait que deux terrains dans le pays, recouverts par la neige une grande partie de l'année.
Les pays baltes ne sont pas un territoire où le rugby est bien implanté, mais plusieurs pays voisins tels que la Pologne, la Russie et la Suède ont des milliers de pratiquants. Le jeu est également en croissance assez rapide en Ukraine. 
L'entrée dans l'Union européenne facilite les déplacements et l'organisation des rencontres internationales.

## Organisation
La fédération lettonne de rugby à XV organise les compétitions de rugby à XV en Lettonie.

## Équipe nationale
L'équipe de Lettonie de rugby à XV représente la Lettonie.